# جون أورورك
جون أورورك (بالإنجليزية: John O'Rourke)‏ هو لاعب كرة قاعدة أمريكي، ولد في 23 أغسطس 1849 في بريدجبورت في الولايات المتحدة، وتوفي في 23 يونيو 1911 في بوسطن في الولايات المتحدة.

## وصلات خارجية
- جون أورورك على موقعبيزبول رفرنس.كوم (الدوري الرئيسي) (الإنجليزية)
- جون أورورك على موقع جمعية أبحاث البيسبول الأمريكية (الإنجليزية)